# Пубиль, Марк
Марк Пуби́ль Паже́с (исп. Marc Pubill Pagés; род. 20 июня 2003, Тарраса, Каталония) — испанский футболист, защитник клуба «Атлетико Мадрид».

## Карьера

### «Леванте»
В июле 2021 года стал игроком «Атлетико Леванте» из Четвёртой лиги. Дебютировал в составе второй команды клуба 13 декабря 2020 года в матче с «Эркулесом». В составе первой команды «Леванте» дебютировал 20 декабря 2021 года в матче с «Валенсией», выйдя в стартовом составе.

### «Атлетико Мадрид»
23 июля 2025 года перешёл в испанский клуб «Атлетико Мадрид», контракт заключён на 5 лет. По информации издания «Marca» стоимость трансфера составила €16 млн плюс бонусы и процент от продажи.

## Карьера в сборной
Выступает за молодёжные сборные Испании (до 19 лет, до 21 года, до 23 лет). На победной для Испании Олимпиаде 2024 года был в стартовом составе в 5 матчах, в том числе в финале.